# Praobdellidae
Famille
Les Praobdellidae sont une famille de sangsues hématophages qui se nourrit sur les muqueuses des mammifères. Ce sont des parasites internes qui pénètrent l'organisme par les orifices naturels (généralement, cavités nasales et pharynx, plus rarement voies respiratoires inférieures, anus, urètre et vagin), et provoquant des hirudiniases.

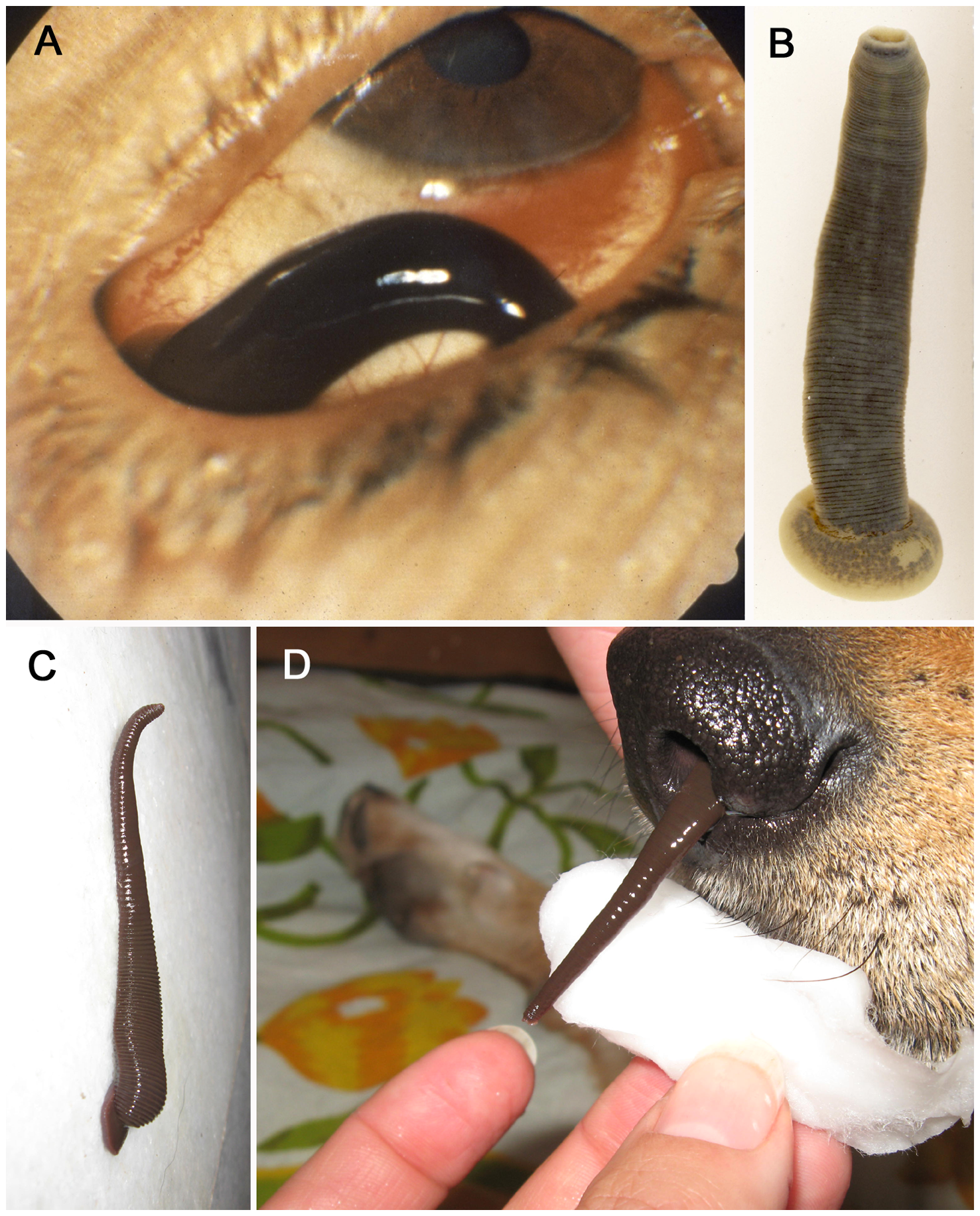
A, B : Dinobdella ferox (Hirudinidae) C, D : Myxobdella annandalei (Praobdellidae)

Ces espèces sont caractérisées par un nombre de dents réduit, et une ventouse postérieure plus grande que l'antérieure. Cette dernière pourrait être impliquée dans la fixation sur des surfaces humides comme les muqueuses.

## Liste des genres
Selon BioLib (12 janvier 2019) :
- genre Dinobdella
- genre Limnobdella
- genre Myxobdella
- genre Praobdella
- genre Tyrannobdella Phillips & al., 2010